# Посольство Украины в Латвии
Посольство Украины в Латвии — дипломатическое представительство (уровня посольства) Украины в Латвии. Находится в городе Риге.

## Задачи посольства

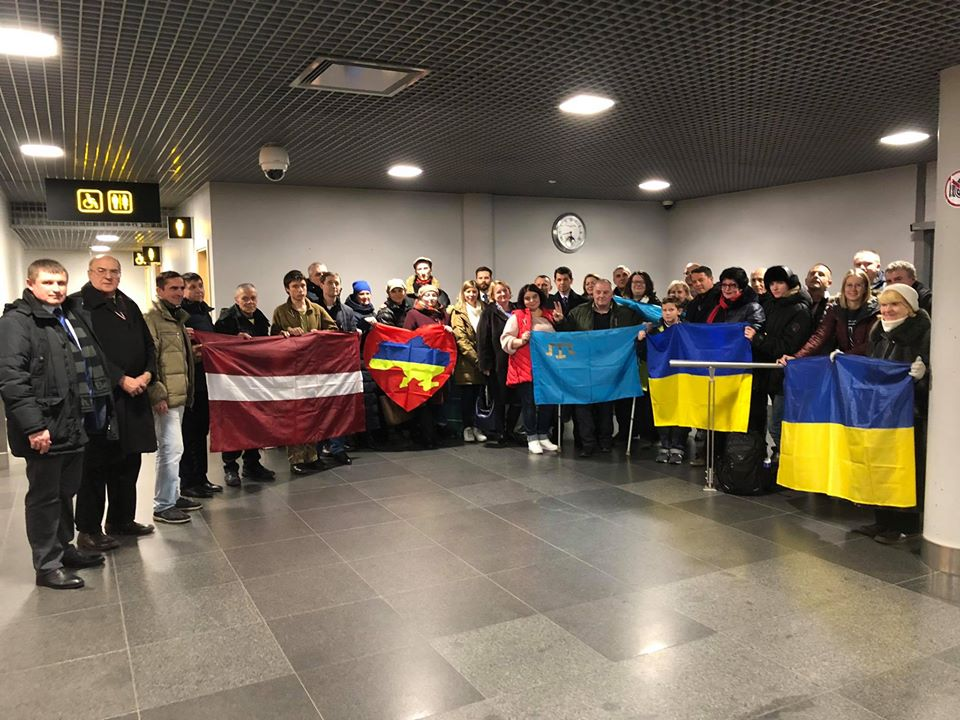
Сотрудники украинского посольства встречают в аэропорту Риги граждан Украины, освобождённых в рамках обмена пленными с Россией и прибывших на реабилитацию в Юрмалу.

Основными задачами посольства Украины в Риге является представление интересов Украины в Латвийской Республике, способствование развитию международных политических, экономических, культурных, научных и других связей между двумя странами, а также защита прав и интересов граждан и юридических лиц Украины, которые находятся на территории Латвии. Посольство поддерживает культурные связи с украинской диаспорой. Посольство способствует развитию добрососедских отношений между Украиной и Латвией на всех уровнях, с целью обеспечения гармоничного развития взаимных отношений, а также сотрудничества по вопросам, представляющим взаимный интерес. Посольство выполняет также консульские функции.

## История дипломатических отношений
Латвийско-украинские дипломатические отношения между политическими кругами Украинской Народной Республики и Латвийской Республики были установлены уже осенью 1917 года. 1 сентября 1919 года в Ригу прибыл консул Украинской Народной Республики Никифор Бендеровский. Консульство сразу же начало работу по освобождению солдат-украинцев с военной службы в Латвийской армии. Тогда же на территории Латвии начались военные действия: Западная добровольческая армия под командованием Павла Рафаиловича Бермондт-Авалова планировала захватить Ригу и принять участие в последующем взятии Петрограда. В Риге было введено военное положение, что спровоцировало ряд дипломатических инцидентов с участием украинской делегации: у кучера консульства латвийские власти изъяли коня, изымали также и автомобильный транспорт у представителей делегаций разных государств, на военную службу призывали граждан иностранных государств, других иностранцев выдворяли без всяких причин, в дипломатическом представительстве Белоруссии даже был проведён обыск. В целом, однако, Латвийское правительство относилось к представительству УНР доброжелательно и 22 ноября даже предоставило кредит украинскому консульству для покрытия расходов, связанных с отсылкой беженцев на родину и организацией курьерской связи.
В ноябре и декабре 1919 года в Варшаве проводились встречи сотрудников посольств Латвии, которое возглавлял латышский поэт Атис Кениньш, и Украины, куда прибыли глава Директории УНР Симон Петлюра и министр иностранных дел Андрей Ливицкий. 10 декабря они вручили Кениньшу ноту с признанием независимости Латвии. После разговора Петлюры с Кениньшем из Варшавы в Ригу выехала украинская делегация во главе со Львом Задорожным, который, однако, не стал официальным представителем, а к сентябрю 1920 года занимал должность секретаря посольства.
Официальное представительство УНР выехало из Варшавы в Ригу 2 января 1920 года, его возглавил Владимир Кедровский. С его назначением связан ещё один инцидент. Когда о назначении Кедровского узнал Петр Радзинь, бывший помощник начальника генерального штаба армии УНР, он 13 января 1920 года направил подполковнику латвийской армии А. Вейсу, который находился в Даугавпилсе при штабе польской группы войск генерала Эдвард Рыдз-Смиглы, телеграмму, в которой приказал проинформировать Симона Петлюру о том, что «Латвия хотела бы видеть других украинцев, а не Кедровского, который испортил украинскую армию». Радзин также приказал не выдавать Кедровскому разрешения на въезд в Латвию, а в случае, если разрешение уже имеется, то потребовать повторного получения его в Риге. Но распоряжения не достигли своей цели, и 16 января 1920 года Владимир Кедровский с делегацией прибыл в Ригу. Миссия разместилась в съёмной квартире дома № 32 по улице Антонияс. Кедровский на несколько дней уезжал в Таллин для установления дипломатических связей с Эстонскими властями.
Весной 1920 года при миссии было открыто пресс-бюро для освещение военной и политической жизни на Украине.
Из-за характера литовско-польских отношений, а также интереса Польши в украинских делах оставался открытым вопрос о признании независимости Украины со стороны Латвии. Только 25 марта 1920 года министр иностранных дел Латвии Зигфрид Мейеровиц направил Симону Петлюре подтверждение получение украинской ноты от 10 декабря, добавив к этому, что 17 февраля Латвия в ответ признала независимость Украинской Народной Республики.
В 1920 году посольство организовало участие Украины в Четвёртой конференции Балтийских держав.
В мае 1921 года в Москве начались переговоры между делегацией Латвийской Республики и делегацией Украинской Социалистической Советской Республики. 3 августа был подписан договор, по которому стороны безоговорочно признавали друг друга самостоятельными, независимыми, суверенными странами со всеми юридическими последствиями. При этом стороны не должны были допускать на своих территориях пребывания организаций, которые бы претендовали на роль правительства другой стороны. Таким образом посольство УНР в Латвии стало нелегальным, Латвия прекратила официальные контакты с УНР.
После восстановления независимости Украины 24 августа 1991 года Латвия признала Украину 4 декабря 1991 года. 12 февраля 1992 года между Украиной и Латвией были установлены дипломатические отношения. В мае 1995 года в Латвии было открыто украинское посольство.

## Послы
В списке в прямом хронологическом порядке представлены руководители дипломатического представительства Украинского государства в Латвии.
1. Никифор Бендеровский[укр.], консул (1918—1919)[3][7]
2. Эрих Фляйшер[укр.], и. о. консула (осень 1919)[3]
3. Евгений Николаевич Голицынский (1919)
4. Владимир Иванович Кедровский, посол (16 января 1920[5]—1921)
5. Евгений Петрович Терлецкий, полномочный представитель УССР (1921—1923)[12]
6. Виктор Дмитриевич Гладуш, посол (7 октября 1992[13] — 19 февраля 1993[14])
7. Владимир Лазаревич Черный[укр.], временный поверенный (1993—1997)[15]
8. Виктор Иванович Михайловский[укр.] (27 января 1997[16] — 20 октября 2003[17])
9. Валерий Тимофеевич Жовтенко временный поверенный (2003)
10. Мирон Дмитриевич Янкив[укр.] (27 ноября 2003[18] — 12 сентября 2005[19])
11. Рауль Шалвович Чилачава (9 декабря 2005[20] — 4 июня 2010[21])
12. Александр Адольфович Кушнир, временный поверенный (2010—2011)[22]
13. Анатолий Тимофеевич Олейник[укр.] (11 марта 2011[23] — 29 октября 2014[24])
14. Андрей Александрович Козлов[укр.], временный поверенный (2014—2015)[25]
15. Евгений Петрович Перебийнис (10 мая 2015[26] — 23 января 2017[27])
16. Алиса Александровна Подоляк[укр.], временный поверенный (2017—2019)
17. Александр Павлович Мищенко, посол (27 февраля 2019[28] — 23 декабря 2022[29])
18. Анатолий Анатольевич Куцевол, посол (с 23 декабря 2022[30])